# Eleições gerais no Brasil em 2002
Em 2002 foram realizadas eleições gerais no Brasil simultaneamente com a disputa presidencial. Foram renovados vinte e sete governos estaduais, dois terços do Senado Federal, a Câmara dos Deputados e os legislativos estaduais.

## Governadores eleitos
| Bandeira | Estado              | UF | Governador                | Partido | Vice-governador          | Coligação                                                              |
| -------- | ------------------- | -- | ------------------------- | ------- | ------------------------ | ---------------------------------------------------------------------- |
|          | Acre                | AC | Jorge Viana               | PT      | Binho Marques            | PT, PL, PCdoB, PMN, PV, PTdoB e PSDC                                   |
|          | Alagoas             | AL | Ronaldo Lessa             | PSB     | Luís Abílio              | PSB, PST, PAN, PHS, PSC, PTC, PSDC, PV, PRONA, PRP, PGT, PTdoB e PSL   |
|          | Amapá               | AP | Waldez Góes               | PDT     | Pedro Paulo              | PDT, PPB, PTB, PPS, PSD, PTdoB, PAN, PSL e PRTB                        |
|          | Amazonas            | AM | Eduardo Braga             | PPS     | Omar Aziz                | PPS, PFL, PTB, PDT, PSL, PTN, PSC, PSD, PSDC, PRP, PHS, PAN e PRONA    |
|          | Bahia               | BA | Paulo Souto               | PFL     | Eraldo Tinoco            | PFL, PPB, PL, PTB, PTN e PST                                           |
|          | Ceará               | CE | Lúcio Alcântara           | PSDB    | Francisco Maia           | PSDB, PPB, PSD e PV                                                    |
|          | Distrito Federal    | DF | Joaquim Roriz             | PMDB    | Maria de Lourdes Abadia  | PMDB, PSDB, PFL, PRP, PSD, PSL e PST                                   |
|          | Espírito Santo      | ES | Paulo Hartung             | PSB     | Wellington Coimbra       | PSB, PSD, PSC, PRONA, PTdoB, PV, PAN, PSL e PHS                        |
|          | Goiás               | GO | Marconi Perillo           | PSDB    | Alcides Rodrigues        | PSDB, PPB, PFL, PSL, PST, PSC, PAN, PSDC, PRTB e PRP                   |
|          | Maranhão            | MA | José Reinaldo Tavares     | PFL     | Jura Filho               | PFL, PMDB, PSD, PV, PSC, PST, PSDC                                     |
|          | Mato Grosso         | MT | Blairo Maggi              | PPS     | Iraci Moreira            | PPS, PFL, PPB, PTN, PSC, PAN, PSDC, PRTB, PSD, PV, PRP e PTdoB         |
|          | Mato Grosso do Sul  | MS | Zeca do PT                | PT      | Egon Krakhecke           | PT, PL, PSL, PCdoB, PTN, PSC, PSDC, PMN, PSD e PV                      |
|          | Minas Gerais        | MG | Aécio Neves               | PSDB    | Clésio Andrade           | PSDB, PFL, PPB, PSL, PTN, PAN, PRTB, PHS e PV                          |
|          | Pará                | PA | Simão Jatene              | PSDB    | Valéria Pires Franco     | PSDB, PFL, PPB, PRP, PTdoB, PSD, PV, PST, PRTB, PRONA e PSDC           |
|          | Paraíba             | PB | Cássio Cunha Lima         | PSDB    | Lauremília Lucena        | PSDB, PFL, PST, PSD, PV e PRTB                                         |
|          | Paraná              | PR | Roberto Requião           | PMDB    | Orlando Pessuti          | sem coligação                                                          |
|          | Pernambuco          | PE | Jarbas Vasconcelos        | PMDB    | Mendonça Filho           | PMDB, PFL, PSDB e PPB                                                  |
|          | Piauí               | PI | Wellington Dias           | PT      | Osmar Júnior             | PT, PL, PCdoB, PTdoB, PAN, PCB, PMN e PTN                              |
|          | Rio de Janeiro      | RJ | Rosinha Garotinho         | PSB     | Luiz Paulo Conde         | PSB, PPB, PST, PTC, PSC, PRP, PSD e PGT                                |
|          | Rio Grande do Norte | RN | Wilma de Faria            | PSB     | Antônio Jácome           | PSB, PGT e PST                                                         |
|          | Rio Grande do Sul   | RS | Germano Rigotto           | PMDB    | Antônio Carlos Hohlfeldt | PMDB, PSDB e PHS                                                       |
|          | Rondônia            | RO | Ivo Cassol                | PSDB    | Odaísa Ferreira          | sem coligação                                                          |
|          | Roraima             | RR | Flamarion Portela         | PSL     | Salomão Cruz             | PSL, PFL, PT, PCdoB, PST, PTN, PAN, PSDC, PHS, PMN, PRP, PRONA e PTdoB |
|          | Santa Catarina      | SC | Luiz Henrique da Silveira | PMDB    | Eduardo Moreira          | PMDB e PSDB                                                            |
|          | São Paulo           | SP | Geraldo Alckmin           | PSDB    | Cláudio Lembo            | PSDB, PFL e PSD                                                        |
|          | Sergipe             | SE | João Alves Filho          | PFL     | Marília Mandarino        | PFL, PPB, PDT, PPS, PST, PHS, PSD e PTdoB                              |
|          | Tocantins           | TO | Marcelo Miranda           | PFL     | Raimundo Boi             | PFL, PSDB, PPB, PSL, PST, PAN, PRTB, PRP, PRONA, PTdoB e PSD           |

## Senadores eleitos
Foram renovados dois terços do Senado.
| Bandeira | Estado              | UF | Senadores                                  | Partido   | Suplentes                                        |
| -------- | ------------------- | -- | ------------------------------------------ | --------- | ------------------------------------------------ |
|          | Acre                | AC | Geraldo Mesquita Júnior Marina Silva       | PSB PT    | Natal Chaves Sibá Machado                        |
|          | Alagoas             | AL | Renan Calheiros Teotônio Vilela Filho      | PMDB PSDB | José Costa João Tenório                          |
|          | Amapá               | AP | João Capiberibe Papaléo Paes               | PSB PSDB  | - Sebastião Cristovam                            |
|          | Amazonas            | AM | Arthur Virgílio Neto Jefferson Peres       | PSDB PDT  | Frank Luiz Jefferson Praia                       |
|          | Bahia               | BA | Antônio Carlos Magalhães César Borges      | PFL       | Antônio Carlos Júnior Djalma Bessa               |
|          | Ceará               | CE | Patrícia Saboya Tasso Jereissati           | PPS PSDB  | Flávio Torres Machado Neto                       |
|          | Distrito Federal    | DF | Cristovam Buarque Paulo Octávio            | PT PFL    | Eurípedes Camargo Adelmir Santana                |
|          | Espírito Santo      | ES | Gérson Camata Magno Malta                  | PMDB PL   | Marcos Guerra Francisco Pereira                  |
|          | Goiás               | GO | Demóstenes Torres Lúcia Vânia              | PFL PSDB  | Sandra de Paula Antônio Faleiros                 |
|          | Maranhão            | MA | Edison Lobão Roseana Sarney                | PFL       | Lobão Filho Mauro Fecury                         |
|          | Mato Grosso         | MT | Jonas Pinheiro Serys Slhessarenko          | PFL PT    | Gilberto Goellner -                              |
|          | Mato Grosso do Sul  | MS | Delcídio Amaral Ramez Tebet                | PT PMDB   | Antônio João Válter Pereira                      |
|          | Minas Gerais        | MG | Eduardo Azeredo Hélio Costa                | PSDB PMDB | Luiz Guaritá Wellington Salgado                  |
|          | Pará                | PA | Ana Júlia Carepa Duciomar Costa            | PT PSD    | José Nery Flexa Ribeiro                          |
|          | Paraíba             | PB | Efraim Morais José Maranhão                | PFL PMDB  | Fernando Catão Roberto Cavalcanti                |
|          | Paraná              | PR | Flávio Arns Osmar Dias                     | PT PDT    | Pereira da Silva Gomes Carvalho                  |
|          | Pernambuco          | PE | Marco Maciel Sérgio Guerra                 | PFL PSDB  | Gustavo Krause Gonçalves Sobrinho Roberto Chaves |
|          | Piauí               | PI | Heráclito Fortes Mão Santa                 | PFL PMDB  | Jesus Tajra Adalgisa Moraes Souza                |
|          | Rio de Janeiro      | RJ | Marcelo Crivella Sérgio Cabral Filho       | PL PMDB   | Eraldo Macedo Régis Fichtner                     |
|          | Rio Grande do Norte | RN | Garibaldi Alves Filho José Agripino Maia   | PMDB PFL  | João Faustino Bezerra de Araújo                  |
|          | Rio Grande do Sul   | RS | Paulo Paim Sérgio Zambiasi                 | PT PTB    | Humberto Sorio Cláudio Antônio                   |
|          | Rondônia            | RO | Fátima Cleide Valdir Raupp                 | PT PMDB   | Jairo Augusto Tomaz Correia                      |
|          | Roraima             | RR | Augusto Botelho Romero Jucá                | PDT PMDB  | Neides Batista Wirlande da Luz                   |
|          | Santa Catarina      | SC | Ideli Salvatti Leonel Pavan                | PT PSDB   | Belini Meurer Neuto de Conto                     |
|          | São Paulo           | SP | Aloizio Mercadante Romeu Tuma              | PT PFL    | José Giácomo Alfredo Cotait                      |
|          | Sergipe             | SE | Antônio Carlos Valadares José Almeida Lima | PSB PDT   | Élber Batalha Max José                           |
|          | Tocantins           | TO | João Ribeiro Leomar Quintanilha            | PL PFL    | Nezinho Alencar Sadi Cassol                      |

## Câmara dos Deputados em 2002
| Partidos             | Cadeiras |
| PT                   | 91       |
| PFL                  | 84       |
| PMDB                 | 75       |
| PSDB                 | 70       |
| PPB                  | 49       |
| PL                   | 26       |
| PTB                  | 26       |
| PSB                  | 22       |
| PDT                  | 21       |
| PPS                  | 15       |
| PCdoB                | 12       |
| PRONA                | 6        |
| PV                   | 5        |
| PSD                  | 4        |
| PST                  | 3        |
| PSC, PMN, PSDC e PSL | 1        |
| Total                | 513      |